# مردار (غرمسار كرمان)
مردار (بالفارسية: مردار) هي منطقة سكنية تقع في إيران في قسم غرمسار الریفي. يقدر عدد سكانها بـ 105 نسمة بحسب إحصاء 2016.